# Мурсалиев, Азер Арифович
Азер Арифович Мурсалиев (род. 6 июля 1957, Баку, АССР) — российский журналист, медиаменеджер, аналитик. Бывший шеф-редактор издательского дома «Коммерсантъ» (2010—2016), главный редактор газеты «Коммерсантъ» (2009—2010) и журнала «Коммерсантъ-Власть» (2011—2017), заместитель главного редактора «Коммерсанта» (2005—2009), заведующий отделом внешней политики «Коммерсанта» (1996—2005). Ранее — редактор отдела расследований, специальный корреспондент еженедельника «Московские новости», спецкорреспондент газет «Комсомольская правда» и «Вышка».

## Биография
Азер Арифович (Азер Ариф-оглы) Мурсалиев родился в столице Азербайджанской ССР городе Баку.
В 1980 году Мурсалиев окончил Ленинградский государственный университет им. Жданова (ЛГУ).
Журналистскую карьеру Мурсалиев начал в Азербайджане, в газете коммунистов республики «Вышка». Отмечалось, что одним из первых молодой журналист тогда начал изучать влияние на большую политику фактора добычи и транспортировки энергоресурсов, и в дальнейшем многие его публикации были посвящены именно этой теме.
В 1980-х годах Мурсалиев уехал в Москву. Работал в газете «Комсомольская правда», где был собкором и специальным корреспондентом. Бывшие коллеги Мурсалиева впоследствии отмечали: «У Азера была безупречная репутация, и он слыл самым эрудированным человеком в „КП“».
После ухода из «Комсомолки» Мурсалиев занял должность редактора отдела расследований, специального корреспондента еженедельника «Московские новости». В 1996 году Мурсалиев пришёл на работу в газету «Коммерсантъ». Руководил в ней отделом внешней политики, а в сентябре 2005 года был назначен заместителем главного редактора издания.
В январе 2009 года Мурсалиев стал главным редактором газеты «Коммерсантъ». Отмечалось, что предшественник Мурсалиева на этом посту Андрей Васильев при этом сохранил пост шеф-редактора издательского дома. Комментируя произведённые в редакции газеты кадровые перестановки, генеральный директор издательского дома Демьян Кудрявцев заявил, что они были связаны «с расширением задач, стоящих перед шеф-редактором» «Коммерсанта». По сведениям «Радио „Свобода“», сотрудники издания не отрицали, что назначение «сильного газетчика» и «влиятельного аналитика» Мурсалиева — решение владельца газеты Алишера Усманова.
В июне 2010 года Мурсалиев был назначен шеф-редактором издательского дома «Коммерсантъ» (вступил в должность в июле того же года).
В ноябре 2010 года, после того как в Москве был избит журналист «Коммерсанта» Олег Кашин, Мурсалиев, определивший нападение как «очевидный месседж для всех журналистов», пообещал, что его коллеги проведут независимое расследование данного преступления.
Позднее занимал должность главного редактора журнала «Коммерсантъ-Власть».
Мурсалиев — член Центрального совета Всероссийского азербайджанского конгресса. По данным азербайджанских СМИ, в этом качестве журналист принимает активное участие в деятельности азербайджанской диаспоры в Москве.